# Óscar Héctor Quintabani
Óscar Héctor Quintabani Faggionali (ur. 4 czerwca 1950 w Buenos Aires) – argentyński piłkarz z obywatelstwem kolumbijskim występujący na pozycji bramkarza, trener piłkarski.